# Языки ЦАР
Официальными языками Центральноафриканской Республики (ЦАР) являются французский и санго. В общей сложности в стране насчитывается 72 языка. Национальными языками являются банда-банда, бокота, босангоа-гбая, гбану, занде (азанде), каба, карре, манза, мбати, нгбака-мабо, пана, санго, северо-западный гбая, юго-западный гбая, южный банда, якома.
В ЦАР французский язык является письменным языком и языком формальных ситуаций. В 2005 году было подсчитано, что 22,5 % населения может говорить по-французски.
Санго имеет 350 000 носителей языка, он стал в стране как лингва франка. Он стал национальным языком в 1963 году и официальным языком в 1991 году. Считается, что 92 % жителей ЦАР умеют говорить на санго. Это язык стал почти родным для всех детей в Банги.
Почти все местные языки ЦАР принадлежат к убангийским языкам, некоторые к группе адамава адамава-убангийской языковой семьи. Есть несколько языков банту на крайнем юге, на границе с Республикой Конго, и несколько языки бонго-багирми на севере, рядом с чадской границей. Кроме того, существуют языки луо и рунга.
В образовании для глухих в ЦАР используется американский жестовый язык, введённый глухонемым американским миссионером Эндрю Фостером.